# Héctor Milberg
Héctor Milberg Bossi, född 17 oktober 1904 i Buenos Aires, död 1972, var en argentinsk bobåkare. Han deltog vid olympiska vinterspelen i Sankt Moritz 1928. Hans lag kom på femte plats.